# Ta Shek Wu Tsuen
Ta Shek Wu Tsuen is een dorp van Hakkanezen, die grotendeels de familienaam Zhang (張) of Song (achternaam) hebben. Het dorp ligt in Pat Heung, Yuen Long District, Hongkong. De twee families kwamen ongeveer tweehonderd jaar geleden vanuit Wuhua (Jiaying) naar Po On. De familie Zhang ging naar Ta Shek Wu Tsuen via het dorp Tam Shui Hang Tsuen. 